# 甘汝挺
甘汝挺，福建承宣佈政使司海澄縣人。明朝解元、政治人物。

## 生平
明神宗萬曆四十三年（1615年），中式乙卯科福建鄉試第一名舉人（解元）。
参纂崇祯《海澄县志》。

## 家族
侄甘惟爃，崇祯进士。